# Елань (приток Савалы)
Ела́нь (в верхнем течении Больша́я Ела́нь) — река в Воронежской и Тамбовской области. Длина 165 км. Площадь бассейна 3630 км². Исток реки расположен близ села Пичаево, впадает в реку Савала. Протекает по овражистой местности. Крупнейшие притоки Токай, Малая Елань. Питание в основном снеговое.
Река протекает через населённые пункты: Пичаево, Липовка, Питим, Николаевка, Козловка, Новоспасовка, Новогольелань, Новомакарово, Подгорное, Ярки, Елань-Коленовский и Елань-Колено.

## Значение названия
Елань — обширная прогалина, луговая или полевая равнина.